# 枚乗
枚 乗（ばい じょう、生没年不詳）は、前漢の文人。字は叔。沛郡淮陰県の人。賦や文章を得意とした遊説の徒。辞賦盛行のさきがけをなし、また美文で知られる「七発」によって、「七」という新文体を開いた。班固著『漢書』巻51枚乗伝に伝がある。

## 略歴
呉王劉濞の郎中となっていたが、呉王が漢に対し恨みを持ち反逆しようとすると、枚乗は上書してそれを諌めた。しかしながら呉王はそれを取り上げなかったので、枚乗は呉を去って梁へ行き、梁王劉武の元に就いた。
景帝が即位すると、御史大夫の鼂錯が漢の制度を定めると共に諸侯王を抑える政策を行った。景帝前3年（紀元前154年）に呉王はついに他の六国と共に反乱を起こし（呉楚七国の乱）、鼂錯の誅殺を反乱の名目に掲げた。漢はそれを知ると鼂錯を殺して諸侯に謝罪した。枚乗は再び呉王に対し書を奉り、速やかに兵を帰還させることを説いたが呉王は用いず、反乱は失敗に終わり呉王は滅びた。
反乱の後、枚乗は有名になり、景帝は彼を弘農都尉に任命した。しかし大国の賓客となって英俊たちと遊説し、望むものを得る事ができていた彼は役人となることを喜ばず、病気と称して官を辞して再度梁王の賓客となった。梁王の賓客の中でも彼が最も賦に長じていた。
梁王劉武が死亡すると、枚乗は故郷の淮陰に帰った。
その後、武帝が即位すると、皇太子時代から枚乗の名を聞いていた武帝は、老年の枚乗を安車蒲輪（座って乗れて揺れの少ない馬車）で召し出したが、枚乗はその途上で病死した。
子の枚皋も賦に優れ、武帝に仕えて多くの賦を残した。
なお、『文選』に枚乗の作品である「七発」が収録されている。